# 사카구치 료코
사카구치 료코(일본어: 坂口良子, 1955년 10월 23일 ~ 2013년 3월 27일)는 일본의 배우이다.

## 약력
1971년 미스 세븐틴 콘테스트에서 우승하며 연예계에 진출하였다. 1972년 후지 TV 드라마 《아이짱이 간다!》로 주연 데뷔하였다. 2013년 3월 27일 오전 3시 40분, 횡행결장암 및 폐렴으로 사망하였다.

## 사생활
1986년에 부동산 회사 사장과 결혼하여, 1남 1녀를 낳았다. 딸은 사카구치 안리로, 배우가 되었다. 1994년에 이혼하였으며, 2012년 8월에 15년에 걸쳐 사실혼 상태였던 골프 선수 오자키 다테오와 재혼하였다.